# アレクサンドル・プーシキン
アレクサンドル・セルゲーヴィチ・プーシキン（ロシア語: Александр Сергеевич Пушкин, ラテン文字転写: Aleksandr Sergeyevich Pushkin、1799年6月6日（旧暦5月26日） - 1837年2月10日（旧暦1月29日））は、ロシアの詩人・作家。ロシア近代文学の嚆矢とされる大詩人。

## 生涯
モスクワに出生。父親は由緒ある家柄のロシアの地主貴族。母親の祖父アブラム・ガンニバルは、ピョートル1世に寵愛された黒人奴隷上がりのエリート軍人であった。おじのワシーリイ・リヴォーヴィチは詩人であり、カラムジンやドミートリエフなどの当時の詩人らがプーシキン家に出入りしていた。プーシキンは早くから文学に親しみ、また乳母はロシアの民話や民謡に詳しく、彼に影響を与えた。ペテルブルク郊外のツァールスコエ・セローにあったリツェイ（学習院）での公開試験で朗読した自作の詩『ツァールスコエ・セローの思い出』が、デルジャーヴィンに認められる。これを機に、その才能はロシアの文学界に広く知られるところとなった。1820年、最初の長編詩『ルスラーンとリュドミーラ』を発表。

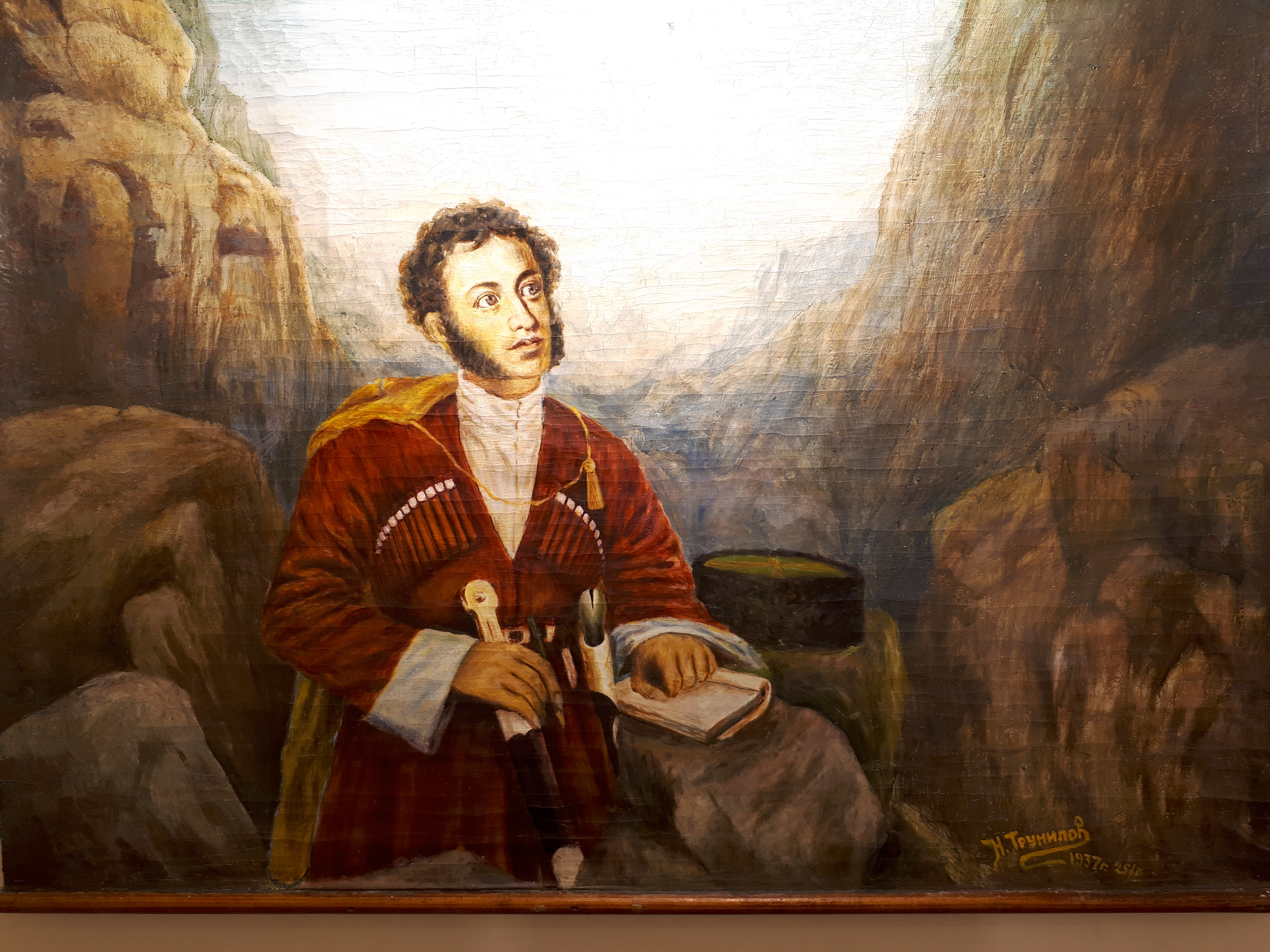
ドン・コサックの服を着たプーシキン

次第に政治色を帯びた詩を発表するようになり、文学的急進派の代弁者となっていった。それを疎んだ政府は、1820年に彼をキシナウへ送る。1823年までキシナウに留まった。その間、夏にカフカース（コーカサス）とクリミアに旅して長編詩『コーカサスの虜』（露: Кавказский пленник、英: Prisoner of the Caucasus）や『バフチサライの泉』を書き、高い評価を得た。1823年にはオデッサに移り住むが、再び政府と衝突し、1824年に両親の住む北ロシア、プスコフ県ミハイロフスコエ村に送られる。この時期にシェークスピアを愛読し、『ボリス・ゴドゥノフ』などの戯曲を書いている。1826年、皇帝ニコライ1世への嘆願が認められてペテルブルクに戻る。しかし、1825年に起こったデカブリストの蜂起の後の締め付けのために、デカブリスト（十二月党員）に友人をもつプーシキンは、北ロシアにいた時期に書いた『ボリス・ゴドゥノフ』などの詩を発表することが許されず、政府の監視のもと、窮屈な生活を余儀なくされる。ニコライの創設した秘密警察である皇帝官房第三課は、長官アレクサンドル・ベンケンドルフ伯爵のもとでプーシキンへの監視を行った。結婚の前年の1830年には、ボルジノにてロシア初の短篇小説集『ベールキン物語』、叙事詩『コロムナの家』、『ヌーリン伯爵』、韻文小説『エヴゲーニイ・オネーギン』を完成する。
1831年、ナターリア・ゴンチャロワと結婚。プーシキンとナターリアの間には、1832年に小説『アンナ・カレーニナ』のモデルとして知られる長女マリア、1833年に長男アレクサンドル、1835年に次男グリゴリー、1836年に次女ナターリア（孫はゾフィー・フォン・メーレンベルク）の、計2男2女が生まれた。
1833年、オラルとオレンブルクを訪問。
1836年、雑誌『同時代人』を創刊。ニコライ1世の強権的な専制政治の圧政下、検閲や発禁処分など言論への弾圧に反発した。同年11月、『大尉の娘』を第4号に発表。その後、宮廷詩人の地位を与えられ監査付きで帝室への出入りを許されるが、この待遇を、名うての美人で密かに慕う者が多かったと言われる妻ナターリアを帝室に出入りさせるためのものとして、屈辱と受け取ったという。プーシキンの進歩思想を嫌った宮廷貴族達は、フランス人のジョルジュ・ダンテスをたきつけ、ナターリアに言い寄らせる。やがて、プーシキンは妻に執拗に言い寄るダンテスに決闘を挑み、1837年1月27日、サンクトペテルブルク北郊のチョールナヤ・レチカで決闘を行った。この決闘で受けた傷がもとで、その2日後に息を引き取った。37歳没。政治的な騒動を恐れた政府は、親しい者だけを集めて密かに葬儀を執り行った。遺体はミハイロフスコエ付近のウスペンスキー大聖堂の墓地に埋葬された。

## 評価と影響
プーシキンは、はじめて作品のなかに積極的に口語を取り入れて独自の語りの文体を作り上げて近代文章語を確立し、さらに新しい国民文学をも確立して後代のロシア文学に影響を与えた。ヴィッサリオン・ベリンスキーは、最初の国民詩人としてプーシキンを評価している。プーシキンの死を知った詩人ミハイル・レールモントフは、「詩人の死」という題名の詩を書き、殺害者としての上流社会を告発した。
『エヴゲーニイ・オネーギン』の主人公オネーギンは、ロシア社会になじめない青年の典型とされた。ヒロインのタチヤーナは情熱的な女性で、貴族の出身でありながら農民文化の理解者でもあり、その後のロシア文芸の女性像に影響を与えた。
2010年にUNESCOがプーシキンの誕生日である6月6日を『ロシア語の日』と定めた。

## 逸話
決闘によって死ぬ以前、プーシキンは強運の持ち主として知られ、数多くの決闘で、自分は一切撃たず、相手に撃たせ、いずれも弾が外れ、当然の如く笑って済ませていたという逸話がいくつかある。死ぬこととなる決闘においても、出血して怒りの形相だったのが、最後の方では周囲に笑っていたとされる。なお、決闘した回数は26回とも言われるが、史実として確認できるのは5回とも言われる。
- 逸話1：若い友人と詩の事から喧嘩となり、決闘に至ったが、平然と笑いながらプーシキンは彼が撃つのを待ち、弾はそれた。大声で笑いながら友人の身体を抱いて手を握った。侮辱されたと思った友はしきりに撃てというが、「僕のピストルはね、雪が詰まっちまったんだ」といって笑いながら撃たなかった[3]。
- 逸話2：南ロシア・キシニェフの事。ある参謀将校（『人間の死にかた』の逸話を原文ママ）とバカラ賭博の事で決闘に至った。プーシキンはピストルの代わりに一袋の桜桃を持って立っていた。相手が狙っている間、終始桜桃を頬張り続け、弾が外れると、「どうだ、得心がいったか？」といい、笑いながら立ったままだった[3]。
- 逸話3：有名なピストルの名手（『人間の死にかた』原文ママ）の軍人との決闘話。吹雪の中、夜会でも行くような気持ちで行ったプーシキンだが、この時は、双方とも2発撃った。しかし互いに2発とも外れたとされ、介添に促されて中止になった。水のような彼の冷静さは常に友人達を驚かせた[3]。

## 作品
南ロシアにいた時期にはバイロンの影響を受け、「コーカサスの虜」などの詩を作っている。プスコフに移された時期からはシェイクスピアの研究を行い、ボリス・ゴドゥノフなどに影響が見て取れる。
- ルスラーンとリュドミーラ（詩、1820年）
- コーカサスの虜（ロシア語版）（詩、1822年）
- バフチサライの泉（詩、1824年）
- シベリアへ送る詩（1827年） - シベリアへ流された友人オドエーフスキイ公爵にあてた詩
- ジプシー（ロシア語版、英語版）（詩、1827年）
- ポルタワ（英語版）（詩、1829年）- ポルタヴァの戦い
- 小悲劇（「けちな騎士（ロシア語版）」、「モーツァルトとサリエリ（ロシア語版）」、「石の客」、「黒死病の時代の饗宴（ロシア語版）」の4篇、1830年）
- ボリス・ゴドゥノフ（英語版）（戯曲、1831年）
- ベールキン物語（ロシア語版、英語版）（短編集、散文、1831年）
  - その一発（ロシア語版、フランス語版）
  - 吹雪（ロシア語版、英語版）
  - 葬儀屋（ロシア語版、フランス語版）
  - 駅長（ロシア語版、フランス語版）
  - 百姓令嬢（ロシア語版、フランス語版）
- サルタン王の物語（ロシア語版、英語版）（1831年）
- 金の鶏の物語（ロシア語版、英語版）（1834年）
- 漁夫と魚の物語（ロシア語版、英語版）（1835年）
- エヴゲーニイ・オネーギン（韻文小説、1825年 - 1832年）
- 青銅の騎士（詩、1833年）
- スペードの女王（1833年）
- プガチョーフ叛乱史（ロシア語版）（散文、1834年）
- 大尉の娘（散文、1836年）
- ピョートル大帝のエチオピア人（ロシア語版、英語版）（1837年）- 主人公イブラヒムのモデルは、祖父アブラム・ガンニバル。
- エジプトの夜（ロシア語版）（1837年）
- 人魚(死後に出版された未完の作で、ダルゴムイシスキーの歌劇《ルサルカ》の原作に成った)

## 関連作品

### オペラ
プーシキンの作品の幾つかは、ロシア・ソ連の作曲家たちによってオペラ化されている。
- グリンカ
  - 『ルスランとリュドミラ』（1842年）
- ダルゴムイシスキー
  - 『石の客』（1872年）
- キュイ
  - 『カフカスの捕虜』（1857-8年）
  - 『黒死病の時代の饗宴』（1900年）
- ムソルグスキー
  - 『ボリス・ゴドゥノフ』（1874年）
- チャイコフスキー
  - 『エヴゲーニイ・オネーギン』（1879年）
  - 『スペードの女王』（1890年）
- リムスキー＝コルサコフ
  - 『モーツァルトとサリエリ』（1898年）
  - 『皇帝サルタンの物語』（1900年）
  - 『金鶏』（1909年）
- ラフマニノフ
  - 『アレコ』（1892年）（原作・物語詩「ジプシー（ロシア語版、英語版）」）
  - 『けちな騎士』（1904年）
- コルンドルフ
  - 『黒死病の時代の饗宴』（1972年）

などがある。

### 管弦楽作品
- グバイドゥーリナ
  - 『ペスト流行時の酒宴』（2006年）
- B・アサフィエフ
- バレエ『バフチサライの泉』（1934年）

### その他
- 『オネーギンの恋文』 - 『エヴゲーニイ・オネーギン』を映画化。レイフ・ファインズ主演。
- 『ブロンズの天使』 - さいとうちほの漫画。プーシキンの妻ナターリアを主人公に、プーシキン、ダンテス、ナターリアの姉エカテリーナの四角関係を描く。コミックは小学館フラワーコミックスから。全7巻。
- 「漁夫と魚の物語」は脚色されて「きんいろのさかな」として紙芝居になっている。